# Змова Катіліни
Змова Катіліни (лат. Coniuratio Catilinae; Bellum Catilinae) — спроба частини римського нобілітету, незадоволеного наявним станом справ, захопити владу. Названа за іменем лідера змовників, Луція Сергія Катіліни. Основні події розвивалися в 63 році до н. е.

## Причини
У 60-ті до н. е. політична обстановка в Стародавньому Римі поступово ускладнювалася: наростали суперечності між двома найвпливовішими політиками — Крассом і Помпеєм.
Багато хто з учасників змови мали великі борги, які вони не могли погасити. Деякі із змовників були раніше вигнані з  сенату цензорами за аморальність.

## Перша змова
Після того, як в 66 році консул Луцій Волькацій Тулл не допустив Катіліну на вибори консулів на наступний рік, Катіліна здійснив першу спробу захопити владу, однак вона не вдалася через слабку підготовку.
Разом з Катіліною в змову вступили обрані консулами на 65 рік, але позбавлені консулату за звинуваченням в масовому підкупі Публій Автрон Пет і Публій Корнелій Сулла. Згодом стверджувалося, що в результаті змови Марк Ліциній Красс повинен був стати  диктатором, а Гай Юлій Цезар — начальником кінноти при ньому. Проте в день, призначений для вбивства нових консулів Луція Аврелія Котта і Луція Манлія Торквата Красс не з'явився на форум, і Цезар не подав знак змовникам.
Однак існує думка, що значення першої змови було штучно перебільшене деякими істориками, а деякі події не мали місця в дійсності. Серед суперечностей першої змови називається повна незацікавленість самого Катіліни в участі у змові, мовчання Цицерона щодо подій першої змови, а також вичікувальна позиція сенату .

## Друга змова
{{{Текст}}}

### Передісторія
Друга змова остаточно склалася після поразки Катіліни на виборах  консулів на 63 рік. Перед виборами на два консульські місця було семеро кандидатів, з яких лише троє мали реальні шанси на перемогу — Катіліна, Марк Туллій Цицерон і Гай Антоній Гібрида. Спочатку Катіліна і Антоній об'єдналися проти Цицерона, який був homo novus; останній сконцентрувався на моральних якостях своїх основних конкурентів (зокрема, нагадав про вбивство Катіліною Марка Марія Гратідіана під час проскрипцій Сулли). Патриції Антоній і Катіліна, у свою чергу, доводили, що Цицерон не повинен займати вищу магістратуру через своє низьке походження. Однак особиста популярність Цицерона і його дружба з впливовим у середовищі нобілітету Титом Помпонієм Аттиком забезпечила йому обрання з великим відривом від найближчого переслідувача, яким виявився Антоній. Катіліна ж став третім.

### Плани змовників
Змовники планували провести скасування боргів і влаштувати проскрипції для поліпшення свого фінансового становища. Катіліна також обіцяв роздати своїм прихильникам магістратури і жрецькі посади.
Учасниками змови були багато відомих римляни, в тому числі і колишні консули. Можливо, до другої змови були також причетні Марк Ліциній Красс і Гай Юлій Цезар.
Через таємний характер змови склад його учасників визначався не за допомогою традиційних для звичайних особистий партій Стародавнього Риму відносин патронату-клієнтели, дружніх і родинних зв'язків, а виходячи з довіри учасників змови, що чиниться, до того чи іншого потенційного змовника.

## Придушення змови

### Розкриття змови
Про змову було відомо багатьом в Римі, однак точних відомостей не було ні в кого. Про масштаб планів змовників стало відомо Фульвії, коханці Квінта Курія. Фульвія розповіла про підготовку змови багатьом в Римі, і швидко про змову стало відомо консулу 63 року Марку Туллію Цицерону, який зумів переконати Квінта Курія видавати йому задуми Катіліни у міру їх появи. Сенатори ж довгий час нічого не робили, оскільки у Цицерона не було вагомих доказів підготовки змови.

### Наділення Цицерона надзвичайними повноваженнями
Змовники готували замах на Цицерона, але про нього Цицерон дізнався через Квінта Курія і Фульвію. 21 жовтня 63 року Цицерон зриває змову, вміло викривши її на засіданні сенату. Катіліна втік з Риму і почав відкрито готувати збройний виступ, хоча окремі приготування робилися ним і раніше — Гай Манлій підбурював до повстання жителів Етрурії, незадоволених безземеллям, бідністю і розквітом розбою.
Квінт Помпей Руф і Квінт Цецилій Метелл Целер були послані з військами в Капую і в Цизальпійську Галлію відповідно для утримання загонів Катіліни в центральній частині Італії. Квінт Марцій Рекс був відправлений в Фезули, а Квінт Цецилій Метелл Критський — у Апулію, оскільки з'явилися чутки, ніби змовники підняли там повстання рабів. Сенат пообіцяв кожному, хто донесе про змову, значну нагороду: 100 000 сестерціїв і свободу рабові і 200 000 сестерціїв і безкарність — вільній людині. Також, дізнавшись про плани змовників по підпалу міста в декількох місцях для створення паніки, під час якої планувалося вбити кількох важливих супротивників змови, Рим ночами спочатку патрулювати нічна варта під керівництвом плебейських еділів і нічних тресвірів.
15 листопада 63 року Катіліна був оголошений ворогом держави.
Остаточні плани змовників видали прибулі до Риму посли галльського племені аллоброгів, яких один з лідерів змови Лентул посвятив у змову в надії на їхню активну участь. Аллоброги були незадоволені відкупниками податків, а також згадали про своє прагнення охоче померти, аби тільки позбутися від несправедливостей, після чого змовники розповіли їм про підготовку змови і розкрили їм свої плани для того, щоб схилити їх до співпраці. Однак посли аллоброгів, на словах погодилися допомогти змовникам, змінили своє рішення і повідомили про свою розмову патрону своєї громади в Римі Квінта Фабію Санге, який негайно повідомив про це Цицерону. Цицерон переконав послів прикинутися, ніби вони готові допомогти змові, для того, щоб зібрати якомога більше компрометуючих змовників матеріалів. Незабаром після цього їм, виконуючи вказівки Цицерона, вдалося переконати тих, що залишилися в Римі змовників написати листи нібито до їх громади, в яких змовники вказували свої зобов'язання. Знаючи про час від'їзду послів, претори Луцій Валерій Флакк і Гай Помптін за наказом Цицерона організували засідку на Мульвієму мосту. У послів були відібрані листи, і Цицерон зміг представити  сенату докази намірів змовників.

### Страта змовників
{{{Текст}}}
5 грудня 63 року п'ятеро з числа тих, що перебували у Римі, змовників були страчені за рішенням сенату, але без формального судового рішення.

У в'язниці, якщо трохи піднятися вліво, є підземелля, зване Туллієвим і приблизно на дванадцять футів йде в землю. Воно має суцільні стіни і кам'яну склеписту стелю; його занедбаність, повна загадок, сморід виробляють огидне і жахливе враження. Як тільки Лентула спустили туди, кати, виконуючи наказ, задушили його петлею. Так цей патрицій з прославленого Корнелієвого роду, колись наділений у Римі консульською владою, знайшов кінець, гідний його традицій і вчинків.  Цетег, Статілій, Габіній і Цепарій були страчені таким же чином

### Битва при Пісторії
Після страти змовників у Римі, оточені в північній частині Італії Катіліна і Манлій вирішили таємно проникнути в Трансальпійську Галлію, проте Квінт Целер перегородив їм шлях на північ, а Гай Антоній підходив з півдня. Катіліна і Манлій вирішили почати битву з більш слабким Антонієм якомога швидше, оскільки його солдати, дізнавшись про події в Римі, почали розбігатися.
У запеклій битві при Пісторії загони змовників, очолювані Катіліною і Манлієм, зазнали поразки, а сам Катіліна був убитий.